# Juan Carlos Onetti

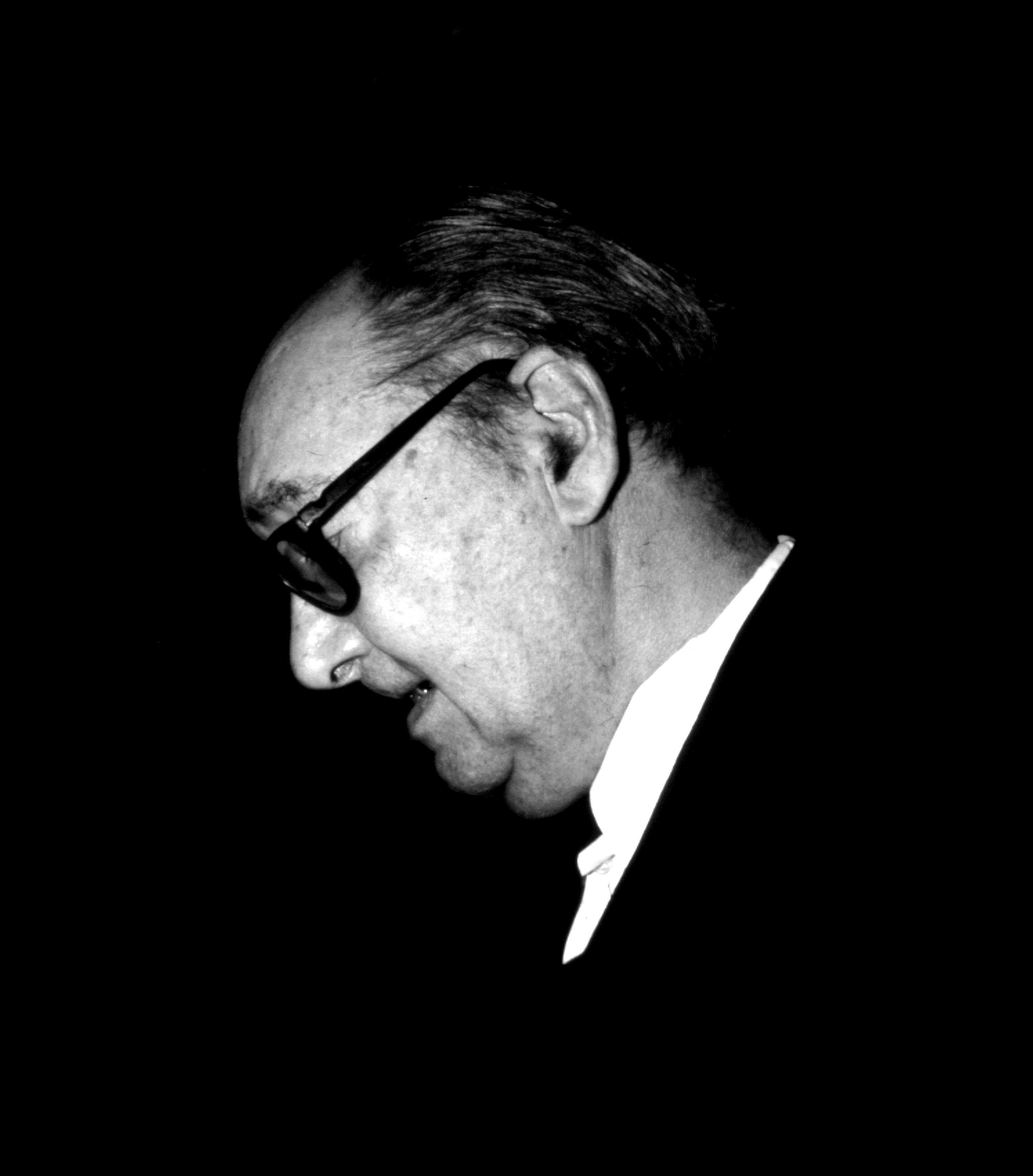
Juan Carlos Onetti (1981)

Juan Carlos Onetti född 1 juli 1909 i Montevideo, död 30 maj 1994 i Madrid, var en uruguayansk författare.
Onetti var son till en tulltjänsteman och arbetade som journalist i Montevideo (bl. a. i den inflytelserika veckotidskriften Marcha ) och Buenos Aires. 1957 utnämndes han till chef för stadsbiblioteket och Comedia Nacional. I mitten av 1970-talet gick Onetti i politisk exil i Madrid, där han fick spanskt medborgarskap.